# Christophe Rouxel
Pour les articles homonymes, voir Rouxel.
Christophe Rouxel est un metteur en scène français, né le 6 décembre 1955 à Rieux, dans le Morbihan. Il est le fondateur du théâtre Icare de Saint-Nazaire en 1984 et directeur de compagnie. Acteur, scénographe et metteur en scène, formateur en France et à l'étranger, il est à la fois exigeant et ouvert, ce qui lui permet aussi bien d'explorer des représentations réputées difficiles que des participations populaires au meilleur sens du terme.
Il peut mobiliser de petites assemblées intimistes comme des foules de plusieurs milliers de personnes par représentation.
De 1995 à 2001, il est membre du Conseil économique et social de la région des Pays de la Loire. 

## Ses réalisations
- 1982 à 1990 : Si Rieux m'était conté, en rural à Rieux (Morbihan). 150 comédiens, 250 personnages, 70 000 spectateurs.
- 1984, 1985 et 1988 : La rançon à Rieux (Morbihan).
- 1989 et 1990 : La porteuse de pains à Rieux (Morbihan).
- 1984 : fondation du théâtre de l'Icare à Saint-Nazaire.
- 1986 : Port-Nazaire, d'Anne Bihan, entre l'ancienne gare et la base sous-marine de Saint-Nazaire.
- 1993 : Marat-Sade de Peter Weiss dans les anciens bains-douches de Saint-Nazaire.
- 1995 : Medea de Sénèque, Nouveau théâtre d'Angers.
- 1997 : Roberto Zucco au Théâtre de l'Est parisien.
- 2001 : Woyzeck de Georg Büchner au festival des Nuits de la Mayenne.
- 2004 : Marat-Sade de Peter Weiss à Nantes.
- 2004 et 2006 : Un Drôle de silence de Julien Simon à La Roche-sur-Yon.
- 2005 : Don Juan, coproduction avec le fanal, Scène Nationale de St Nazaire et le Carré, scène nationale de Château-Gontier.
- 2006 : Little Boy, la passion de Jean-Pierre Cannet.
- 2007 : Gheel, Terre Promise[4] dans une carrière à Fégréac avec 200 bénévoles et plus de 11 000 spectateurs.
- 2008 : La Maladie de la mort de Marguerite Duras au Mans.
- 2008 : Gheel, la ville des fous de Per Odensten à la carrière du Bellion à Fégréac.
- 2009 : La princesse de Gheel dans la même carrière à Fégréac[5].
- 2009 : Combat de Nègre et de Chiens de Bernard-Marie Koltès au Mans.
- 2009 : La nuit juste avant les forêts de Bernard-Marie Koltès à Pol'N.
- 2011 : On ne paie pas! On ne paie pas! de Dario Fo.
- 2011 : Le supplice de Chantal ou Les fins de moi sont difficiles de Hubert Ben Kemoun à La carrière du Bellion à Fégréac.
- 2012 : Andorra de Max Frisch.
- 2012 : Les Diablogues de Roland Dubillard.
- 2014 : Le Chapeau de paille d'Italie d'Eugène Labiche.
- 2016 : Le supplice de Chantal  ou Les fins de moi sont difficiles de Hubert Ben Kemoun à Rieux
- 2017 : Le cercle de craie caucasien de Bertolt Brecht à Rieux
- 2017 : Forêts de Wajdi Mouawad
- autres réalisations : Chapeau de Banane de Karl Valentin, Outre - mer d'Alexis Chevalier,  La Dernière Bande de Samuel Beckett,  Jock de Jean-Louis Bourdon, Chant du coq et Fin de programme, Quai Ouest de Bernard-Marie Koltès, Max Gericke de Manfred Karge,  L'instruction de Peter Weiss,  Medea de Jean Vauthier d'après Sénèque, Une lune pour les déshérités d'Eugène O'Neill, Beauregard de Luigi de Angelis,  Chant d'amour pour l'Ulster de Bill Morrison,  L'Echange de Paul Claudel, Macbeth I et II de Shakespeare, L'Affaire de la rue de Lourcine de Labiche, Ceàs murs qui nous écoutent d'après Spôjmaï Zariâb,  Jazz n'Faust de Frédérik Smektala et P.G Verny.